# Cethosia simbiblis
Cethosia simbiblis är en fjärilsart som beskrevs av Jacob Hübner 1818. Cethosia simbiblis ingår i släktet Cethosia och familjen praktfjärilar. Inga underarter finns listade i Catalogue of Life.